# Tokugawa Shigeyoshi
Tokugawa Shigeyoshi (徳川 重好, né le 17 mars 1745, mort le 22 août 1795) est un samouraï du milieu de la période Edo, fondateur de la famille Shimizu-Tokugawa du gosankyō, les trois branches secondaires de la famille Tokugawa. Il est le deuxième fils de Tokugawa Ieshige, le neuvième shogun.

## Source de la traduction
- (en) Cet article est partiellement ou en totalité issu de l’article de Wikipédia en anglais intitulé « Tokugawa Shigeyoshi » (voir la liste des auteurs).